# Celia Manzano
Celia Manzano Sáenz (Puebla, México; 22 de septiembre de 1915-México; 20 de octubre de 2007) fue una actriz mexicana de la Época de Oro del cine mexicano que participó como personaje de reparto.

## Carrera

### En el teatro
Actriz, miembro de una talentosa familia de actores, trabajó en algunas de las más importantes compañías de drama y comedia de la primera mitad del siglo XX.
Hija del actor Julio Manzano y Conchita Sáenz, pese a desarrollar una sólida y consistente trayectoria como intérprete, no gozó de la misma popularidad que sus hermanos Miguel y Virginia Manzano, y casi siempre se mantuvo en un plano secundario. Sin embargo, trabajó para importantes compañías como las de María Tereza Montoya, Alfredo Gómez de la Vega, Prudencia Grifell, Misterio y Díaz-Collado. En 1934 participó en La verdad sospechosa, obra con la que se inauguró el Palacio de Bellas Artes de la Ciudad de México.
También formó parte del grupo Teatro de México, que entre 1943 y 1945 estrenó obras de autor nacional en el propio Palacio de Bellas Artes.
Algunas de las numerosas obras en las que intervino fueron: Prostitución (1933); Topacio, La noche del sábado (1934); Mata Hari (1935), El tercer personaje, La pálida amiga (1936); Asia, Amar, eso es todo (1937); Rigoberto, Nuestra Natasha, La mujer que se vendió, Barrios bajos (1937); Vidas cruzadas, Malvaloca, Los intereses creados, Campo de armiño, Mujeres, Liceo de señoritas, Pinocho y su hijo, Pinocho y la infantina Blancaflor, Pastorcillos de Belem, El monje blanco (1938); Madre alegría, Fanny y sus criados (1939); La última noche de Rasputín, Don Juan tenorio, Los cuatro caminos (1940); La solterona, La dama y el diputado (1944); El mordelón, La mujer de anoche, El gallinero (1948); Las Palabras Cruzadas (1955), El pabellón de las reinas (1963), La ciudad no es para mí (1966) y Nilo... mi hijo (1967).

### En el cine y T.V.
- 1980 Aprendiendo a amar (TV Series) ... Lupe
- - Episode #1.20 (1980) ... Lupe
- - Episode #1.18 (1980) ... Lupe
- - Episode #1.19 (1980) ... Lupe
- - Episode #1.16 (1980) ... Lupe
- - Episode #1.17 (1980) ... Lupe
- 1974 Presagio ... doña Lucía
- 1973 Cartas sin destino (TV Series)

- Episode #1.3 (1973)
- Episode #1.2 (1973)
- Episode #1.1 (1973)
- 1973 Mi primer amor (TV Series) ... Doña Mercedes
- - Episode #1.3 (1973) ... Doña Mercedes
- - Episode #1.2 (1973) ... Doña Mercedes
- - Episode #1.1 (1973) ... Doña Mercedes
- 1972 La criada bien criada ... Doña Chole
- 1972 El carruaje (TV Series) ... Tía de Carlos
- 1971 Los novios ... Mamá de Irene
- 1968 Leyendas de México (TV Series)
- - Episode #1.3 (1968)
- - Episode #1.2 (1968)
- - Episode #1.1 (1968)
- 1968 No hay cruces en el mar ... Esposa de don Manuel
- 1967 La tormenta (TV Series) ... Margarita Maza de Juárez
- 1967 La casa de las fieras (TV Series)
- 1966 El fugitivo ... Mamá de Moncho (sin crédito)
- 1965 El pueblo fantasma ... Amalia
- 1964 Gabriela (TV Series)
- - Episode #1.2 (1964)
- - Episode #1.3 (1964)
- - Episode #1.1 (1964)
- 1964 Los murciélagos
- 1964 Frente al destino
- 1963 Eugenia (TV Series)
- - Episode #1.2 (1963)
- - Episode #1.3 (1963)
- - Episode #1.1 (1963)
- 1963 Grandes ilusiones (TV Series)
- - Episode #1.2 (1963)
- - Episode #1.3 (1963)
- - Episode #1.1 (1963)
- 1963 Herencia maldita ... Cecilia
- 1963 Secuestro en Acapulco ... Elodia Cuevas (sin crédito)
- 1962 La sangre de Nostradamus ... Sra. Villaseñor
- 1961 Marianela (TV Series)
- - Episode #1.3 (1961)
- - Episode #1.2 (1961)
- - Episode #1.1 (1961)
- 1961 The Curse of Nostradamus (sin crédito)
- 1961 Ay Chabela!
- 1961  La comezón del amor
- 1961 Limosneros con garrote ... Mamá del niño
- 1961 Los laureles ... Sirvienta de Leonor
- 1961 El proceso de las señoritas Vivanco ... Inés, celadora
- 1961 Ellas también son rebeldes ... Beba, clienta salón de belleza (sin crédito)
- 1960 Vida por vida (TV Series)
- - Episode #1.3 (1960)
- - Episode #1.2 (1960)
- - Episode #1.1 (1960)
- 1960 Las tres coquetonas ... Profesora (sin crédito)
- 1960 Quinceañera ... Doña Lucía
- 1959 Manicomio ... Paciente
- 1958 Cuatro copas ... Sirvienta
- 1958 Te vi en tv ... Secretaria (sin crédito)
- 1957 Dios no lo quiera ... Invitada a fiesta (sin crédito)
- 1956 El medallón del crimen (El 13 de oro) ... Esposa de Ricardo
- 1956 Pura vida ... Baronesa (sin crédito)
- 1955 Tres melodías de amor
- 1955 Después de la tormenta
- 1949 Los amores de una viuda ... Cora
- 1947 The Man from Saturday
- 1946 En tiempos de la inquisición ... La condenada
- 1946 Las colegialas ... Profesora Nieves
- 1946 Una sombra en mi destino ... Alicia
- 1942 Virgen de medianoche ... Chica baila con Toño (sin crédito)